# Egbert Hayessen
Egbert Hayessen (* 28. Dezember 1913 in Eisleben; † 15. August 1944 in Berlin-Plötzensee) war ein deutscher Major und Widerstandskämpfer.

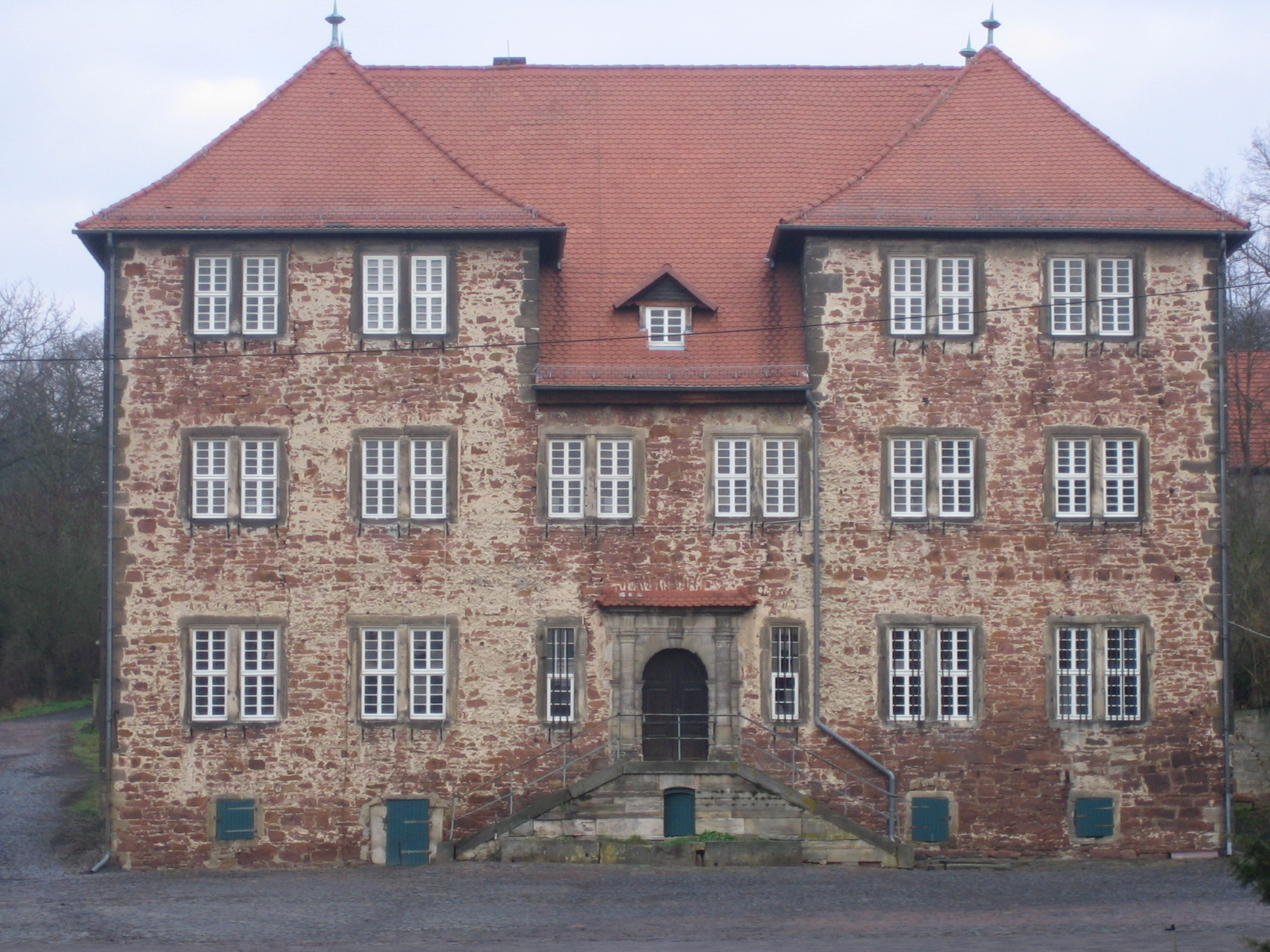
Staatsdomäne Mittelhof

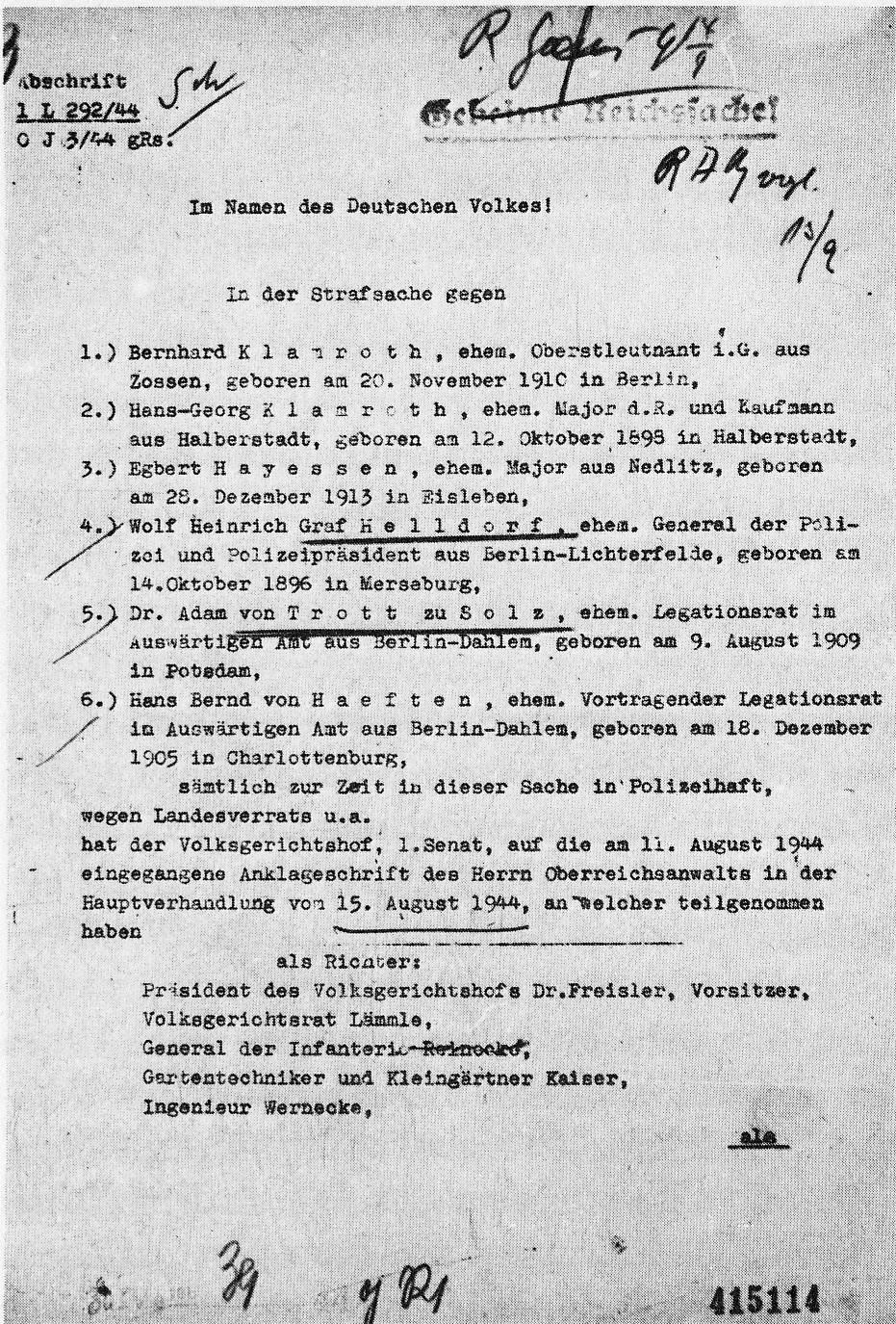
Erste Seite des Urteils des Volksgerichtshofs, die weiteren Angeklagten sind Bernhard Klamroth, Hans Georg Klamroth, Wolf-Heinrich von Helldorff, Adam von Trott zu Solz und Hans Bernd von Haeften

## Ausbildung
Er wuchs auf der Hessischen Staatsdomäne Mittelhof nahe Felsberg-Gensungen auf. Ab Ostern 1927 besuchte Egbert Hayessen die Klosterschule Roßleben, dort legte er 1933 das Abitur ab. Nach dem Abitur absolvierte Hayessen eine militärische Ausbildung beim Artillerie-Regiment Nr. 12 in Schwerin. Er wurde Berufsoffizier, besuchte die Kriegsschule in Dresden. Während des Zweiten Weltkrieges war er Adjutant von General Böttcher in Nordfrankreich und später in Afrika. Hier lernte er vermutlich auch Claus Graf Schenk von Stauffenberg kennen. Im November 1943 wurde er in das Allgemeine Heeresamt nach Berlin in den Stab von Friedrich Olbricht, einem der führenden Männer des 20. Juli 1944, versetzte. Fünf Monate später kam er in das Oberkommando des Heeres in die Bendlerstraße, wo er Adjutant des Berliner Stadtkommandanten Paul von Hase wurde.

## Beteiligung am Attentat des 20. Juli 1944
Spätestens am 15. Juli 1944 erfuhr Hayessen von Robert Bernardis Einzelheiten des Unternehmens Walküre und der geplanten Ermordung Adolf Hitlers. Er übernahm im Rahmen der Operation Walküre die logistischen Verbindungen zwischen dem Stadtkommandanten Paul von Hase und dem Polizeipräsidenten Wolf-Heinrich Graf von Helldorff. Am Tag des Anschlags überbrachte er Paul von Hase die Nachricht von der Verhaftung des Generals Fromm im Bendlerblock. Hayessen war für Koordinierungsaufgaben zur Besetzung der Berliner Stadtkommandantur und zur Besetzung des Rundfunkgebäudes sowie bei der Verhaftung des Reichspropagandaministers Goebbels vorgesehen.
Nachdem das Attentat gescheitert war, wurde Egbert Hayessen noch in der Nacht verhaftet und am 15. August 1944, in einem Prozess, dessen Urteile heute als Justizmorde bewertet werden, zum Tod verurteilt und am gleichen Tag in Plötzensee gehängt.
Seine Kinder Volker (9 Monate) und Hans-Hayo (2 Jahre) wurden von den Nationalsozialisten, von Mitte August 1944 bis nach dem 6. Oktober 1944, in das Kinderheim im Borntal in Bad Sachsa verschleppt.

## Gedenkstätten

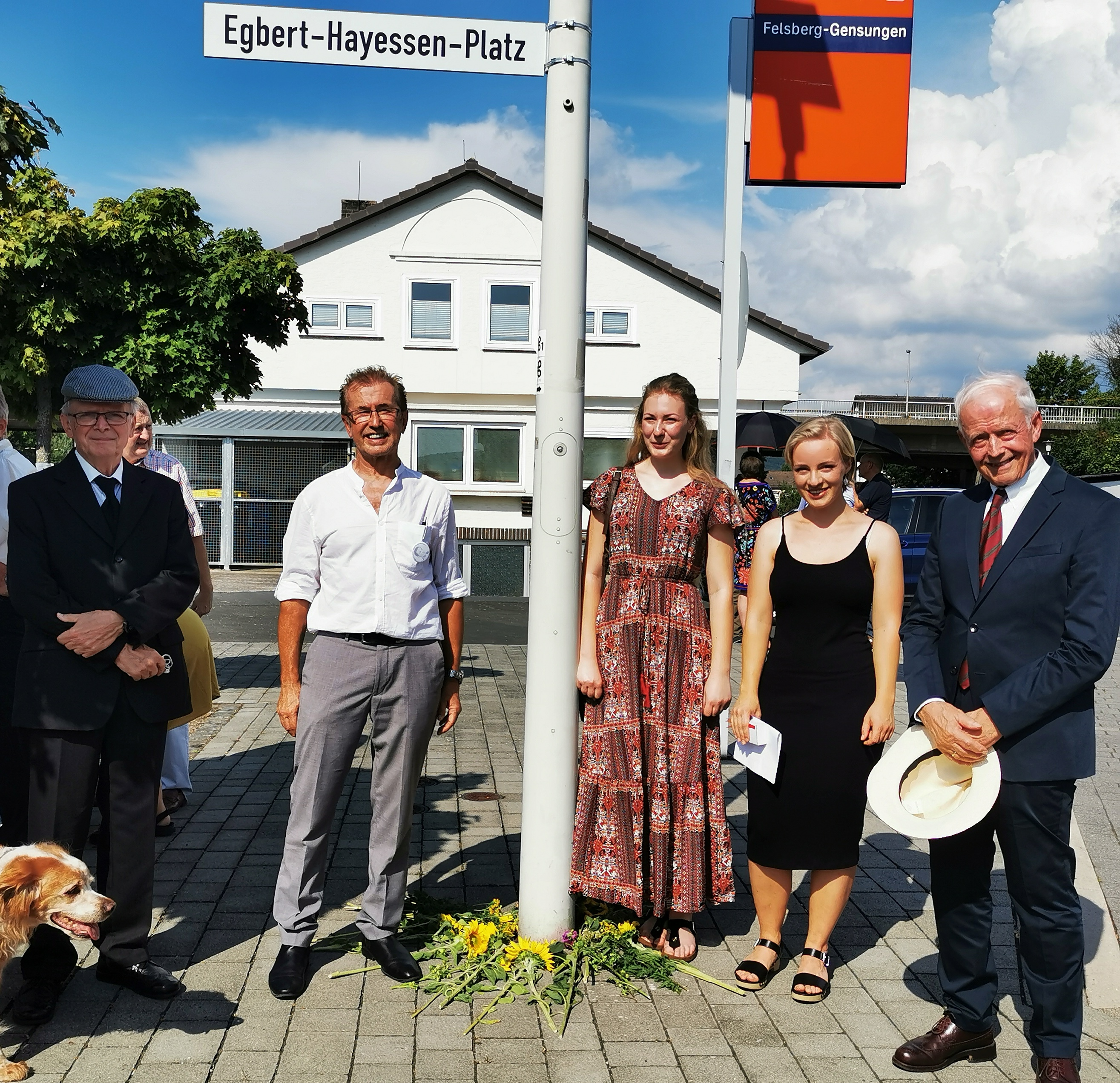
Unter dem Schild des Egbert-Hayessen-Platzes bei der Einweihungsfeier am 15. August 2020: Die Söhne von Egbert Hayessen, Volker und Hans-Hayo (jeweils ganz außen), Hayessen-Biograf Dieter Vaupel sowie zwei ehemalige Schülerinnen der Drei-Burgen-Schule

Gedacht wird Egbert Hayessens in der Gedenkstätte Plötzensee. Zudem erinnern eine Gedenktafel und der Name eines Feldweges in Nähe des Mittelhofs bei Gensungen an seinen persönlichen Aufstand des Gewissens. Am 15. August 2020 wurde am Bahnhof Felsberg-Gensungen, dem Ort, an dem sich Hayessen im Juni 1944 letztmals von seiner Familie verabschiedete, ein Platz nach Egbert Hayessen benannt. Initiiert wurde dies durch Schülerinnen der Drei-Burgen-Schule Felsberg und eine Bürgerinitiative mit Unterstützung des Hayessen-Biografen Dieter Vaupel. 2021 wurde hier eine Stele aufgestellt.
Zum Leben und Wirken Egbert Hayessens wurde im Jahr 2019 eine Wanderausstellung mit 12 Ausstellungstafeln erstellt, die auf Anforderung ausgeliehen werden kann.